# Кириллов, Геннадий Алексеевич
Геннадий Алексеевич Кириллов (25.07.1933, Горький — 23.09.2013, Нижний Новгород) — советский и российский учёный, доктор физико-математических наук, профессор. Первый директор института лазерно-физических исследований РФЯЦ-ВНИИЭФ (Российский федеральный ядерный центр — Всероссийский научно-исследовательский институт экспериментальной физики). Лауреат Государственной премии СССР.

## Биография
Окончил радиофизический факультет Горьковского государственного университета по специальности физик-исследователь по радиофизике (1956).
Работал во ВНИИЭФ (Всероссийский научно-исследовательский институт экспериментальной физики): в 1956—1970 в секторе 3, в 1970—1982 зам. начальника сектора 13. В 1982—2003 начальник лазерного подразделения ВНИИЭФ.
Занимался исследованиями по созданию мощных взрывных фотодиссоционных лазеров. Доктор физико-математических наук (1973) — защитил докторскую диссертацию, не имея степени кандидата наук. Профессор.
Заслуженный деятель науки РФ. Лауреат Государственной премии СССР 1980 года. Победитель молодёжных соревнований РСФСР по академической гребле.
Скончался 23 сентября 2013 года. Похоронен на Красном кладбище Нижнего Новгорода.

### Награды
- 1962 — медаль «За трудовую доблесть»
- 1971 — орден Трудового Красного Знамени
- 2004 — орден Почёта
- медаль Эдварда Теллера (США)